# Macroregiunea 4
Macroregiunea 4 este o mărime statistică introdusă în anul 2001, formată din două regiuni de dezvoltare, de asemenea fără personalitate juridică: Regiunea de dezvoltare Sud-Vest și Regiunea de dezvoltare Vest. 
Cel mai mare și important oraș este Timișoara. 
Timișoara a fost în anul 2016 primul oraș Capitală a Tineretului din România ; în anul 2023 a fost Capitală Europeană a Culturii, alături de orașele Eleusina și Veszprém ; iar pentru anul 2028 candidează la titlul de Regiune Gastronomică Europeană din partea României.

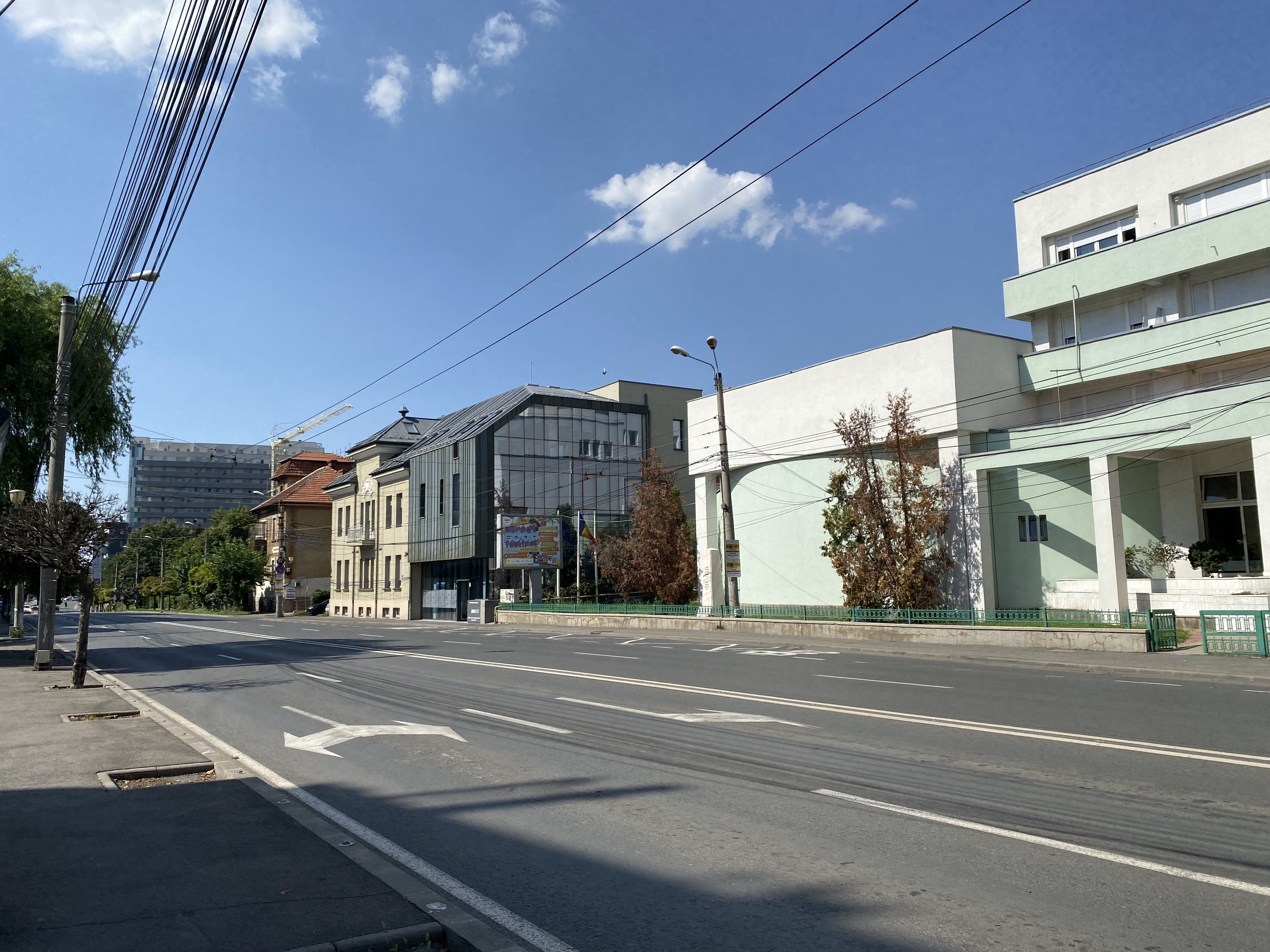
Sediul Agenției pentru Dezvoltare Regională Vest din Timișoara

Macroregiunea 4 are cea mai dinamică economie din România și cel mai mare aflux de investiții dintre regiunile țării, având cea mai ridicată rată antreprenorială din țară și un sistem de Startup-uri în plină dezvoltare. Timișoara este cel mai bun oraș pentru afaceri din România, conform companiei Forbes. Este singurul oraș din Europa de Est cu grad investițional AAA, calculat de agenția Fitch Ratings.

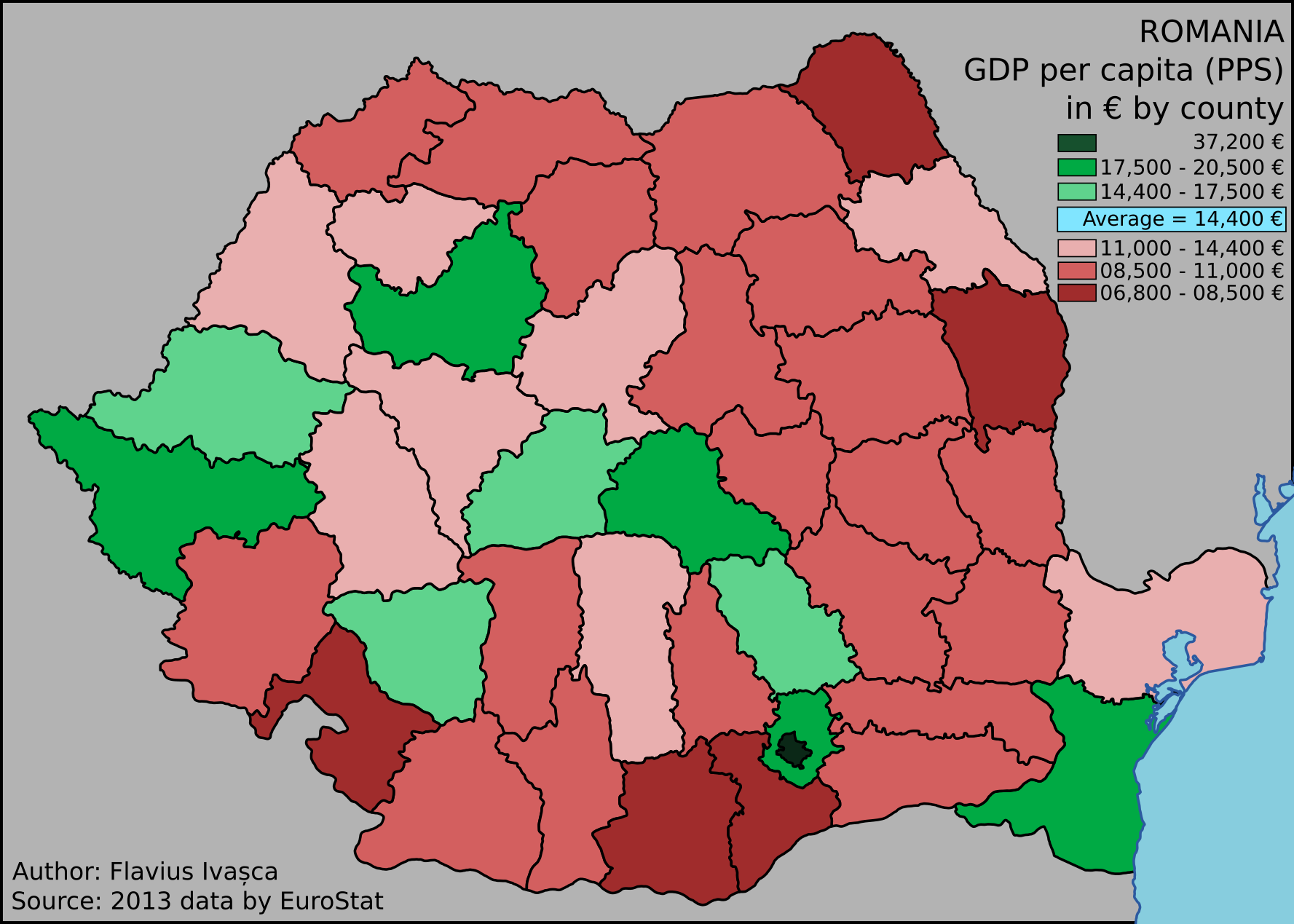
Produsul intern brut per capita al județelor României. Timișul se numără printre cele mai dezvoltate 5 regiuni ale țării din punct de vedere economic

Conform datelor oficiale furnizate de Banca Mondială, Timișoara este orașul cu cea mai mare creștere economică din Uniunea Europeană. În clasamentul mondial al calității vieții realizat de platforma Numbeo, Timișoara se află pe primul loc în România, pe poziția 84 în lume și 53 în Europa, imediat după Philadelphia, Birmingham, Praga sau Berlin, și peste Lisabona, Bruxelles, Manchester sau Lyon.

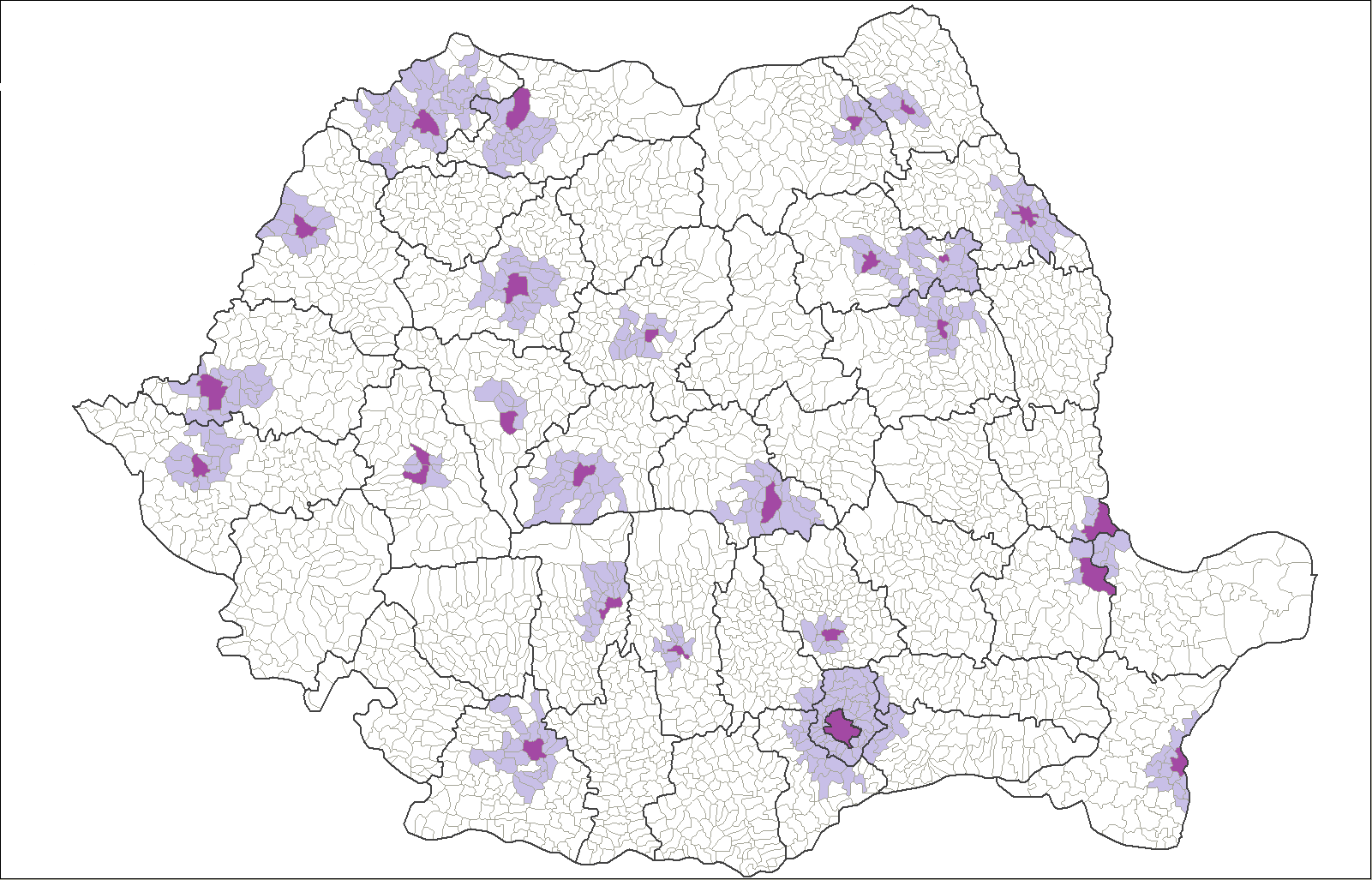
Zonele metropolitane din România. Conurbația Timișoara–Arad (Vest) este cea mai mare aglomerare urbană pe axa București–Budapesta–Belgrad (peste 800.000 de locuitori) - o zonă de polarizare cu impact direct asupra dezvoltării economice și urbane din Europa Centrală și de Est

Este singurul oraș din România inclus de publicația Time în topul destinațiilor turistice din lume, alături de Washington, D.C., Barcelona sau Napoli. A fost desemnat cel mai bun oraș de city-break din Europa în anul 2023.
În anul 2021 Timișoara a fost declarat cel mai bun oraș din România și al treilea din Europa pentru munca la distanță, conform raportului de specialitate efectuat de platforma OVO Network. Cu o viteză de download de 90,27 de megabiți pe secundă, Timișoara a fost în 2013 orașul cu cel mai rapid Internet din lume.

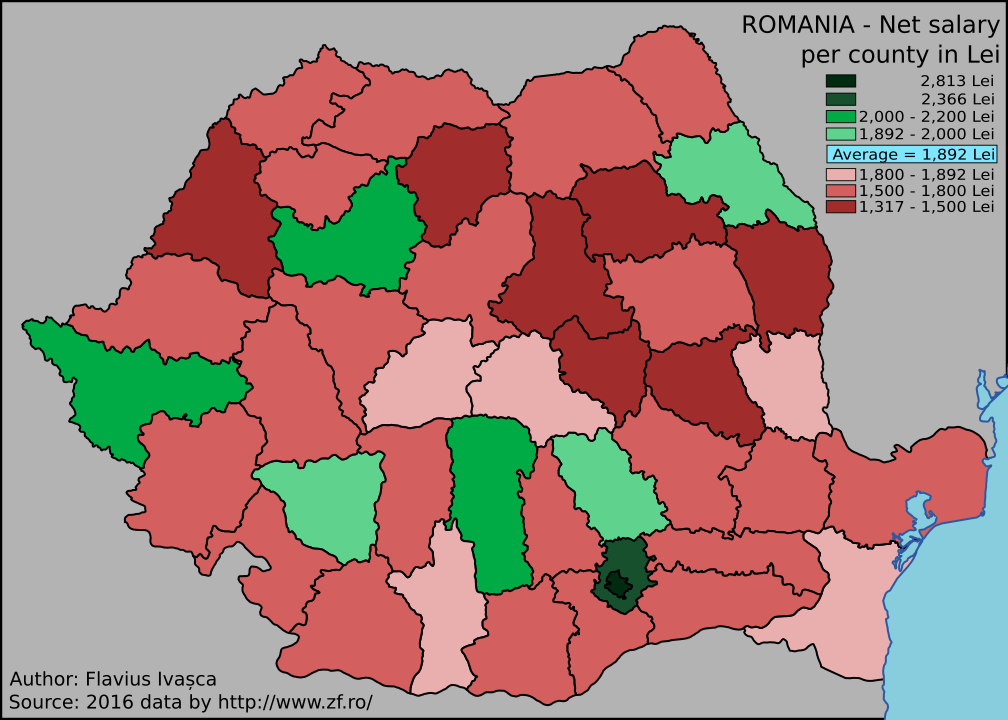
Harta salariului net, pe județe, în România. Timișul are cel mai mare venit mediu din țară după București, iar Timișoara cel mai ridicat standard al vieții la nivel național (locul 53 în Europa)

Este regiunea cu cea mai rapidă urbanizare din România, fenomen demografic corelat cu creșterea economică accelerată a județului Timiș. Trendul se va accentua odată cu aderarea României la Spațiul Schengen și celelalte structuri euro-atlantice, datorită proximității imediate la graniță și accesului rapid la piețele din Occident și Balcanii de Vest. Timișul este din anul 2023 cea mai mare piață de real-estate din România, cu 1.459 de proiecte în execuție și pregătire.

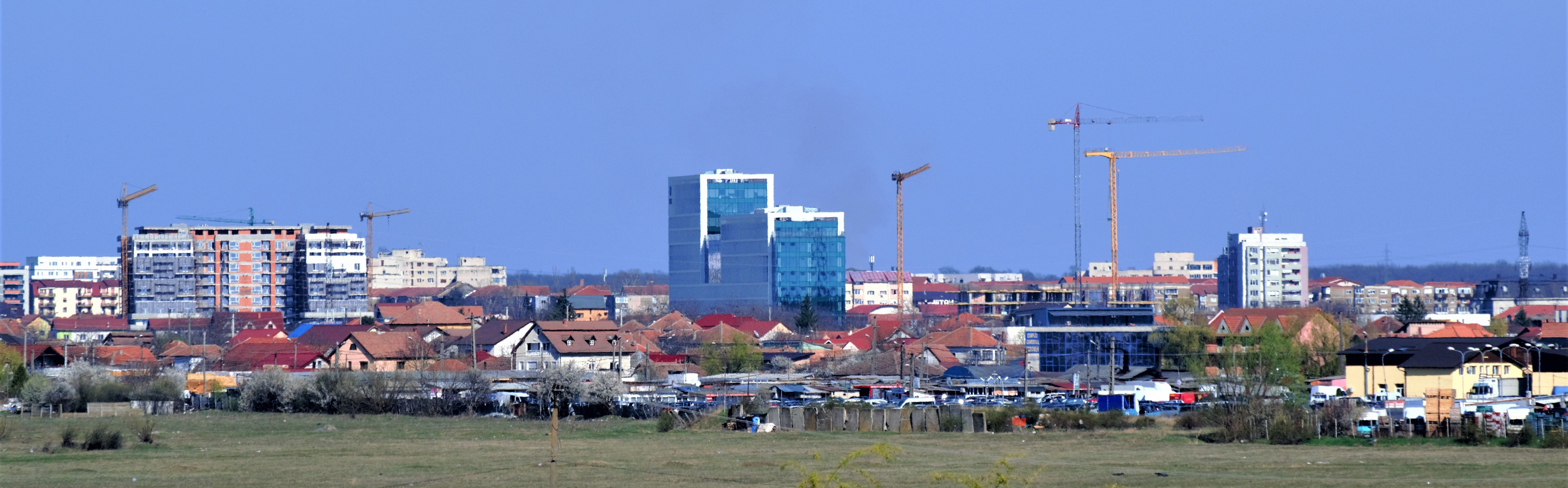
Imagine panoramică cu investițiile din zona de nord a Timișoarei, evidențiind construirea de turnuri de birouri, precum și expansiunea accelerată a sectorului imobiliar, comercial și de servicii al celui mai mare oraș al regiunii

La o distanță de 34, respectiv 25 de km de Timișoara se află stațiunile turistice Buziaș și Băile Călacea, menționate încă de pe vremea romanilor pentru proprietățile curative ale apelor termo-minerale din zonă , iar regiunile viticole Recaș și Silagiu sunt recunoscute pe plan intern și internațional pentru vinurile produse aici.

## Note

Macroregiunea 4